# 海岸通 (横浜市)
海岸通（かいがんどおり）は、神奈川県横浜市中区の町名。横浜市中心部の関内地区にあり、大さん橋や横浜税関など横浜港の主要な港湾施設が位置する。現行行政地名は海岸通1丁目から海岸通5丁目（字丁目）で、住居表示は未実施。

## 地理
南東-北西方向に長い町域を持ち、南東側が1丁目となっている。1丁目の開港広場前交差点から4丁目・5丁目境の海岸通4丁目交差点にかけては、町名の由来となった海岸通が貫く。
1丁目には大さん橋や横浜税関、横浜水上警察署があり、2009年には貨物上屋跡（みなとみらい地区の3街区に該当）に象の鼻パークが整備された。2丁目には海側に神奈川県警本部、海岸通の内陸側にマンションがある。3・4丁目には海運関係の企業やハローワークがあり、3丁目の横浜郵船ビル周辺は都市再生特別地区「海岸通り地区」として再開発が進められている。同ビルには日本郵船歴史博物館が入っていたが、再開発に伴い2023年4月より一時休館しており、さらに建物はホテルとして保全活用することが決まっているため、博物館は隣接地（A-1地区）で開発が進められている2027年完成予定の再開発ビル内に移転予定である。
一方、再開発地域「北仲通北地区」にも含まれる5丁目の海岸通団地（公団住宅）は、都市再生機構（UR都市機構）により建替えが進められ、2012年にUR賃貸住宅「シャレール海岸通」が完成、さらに2019年にはアパホテル&リゾート〈横浜ベイタワー〉が完成し、2027年の完成予定でハーバーステージ横浜北仲の開発も進められている。

## 歴史

### 沿革
1859年（安政6年）、横浜港が開港。江戸幕府により東波止場（イギリス波止場、のちの象の鼻波止場）と西波止場（税関波止場）の2本の突堤が幕府によって建設された。1870年（明治3年）に、海辺通地先の埋立地に町名としての海岸通を新設。海辺通は元浜町に改称した。1889年4月1日に横浜市に編入。1894年に大さん橋が完成。1934年にはクイーンの塔の愛称を持つ横浜税関本関庁舎が完成した。1992年には、三菱倉庫跡地に神奈川県警察本部庁舎が竣工した。

## 世帯数と人口
2025年（令和7年）3月31日現在（横浜市発表）の世帯数と人口は以下の通りである。なお、1丁目と3丁目は秘匿のため合算で表記する。
| 丁目               | 世帯数  | 人口  |
| ------------------ | ------- | ----- |
| 海岸通1丁目・3丁目 | 70世帯  | 128人 |
| 海岸通2丁目        | 182世帯 | 284人 |
| 海岸通4丁目        | 141世帯 | 179人 |
| 海岸通5丁目        | 210世帯 | 323人 |
| 計                 | 603世帯 | 914人 |

### 人口の変遷
国勢調査による人口の推移。
| 年                 | 人口 |
| ------------------ | ---- |
| 1995年（平成7年）  | 810  |
| 2000年（平成12年） | 750  |
| 2005年（平成17年） | 657  |
| 2010年（平成22年） | 668  |
| 2015年（平成27年） | 901  |
| 2020年（令和2年）  | 838  |

### 世帯数の変遷
国勢調査による世帯数の推移。
| 年                 | 世帯数 |
| ------------------ | ------ |
| 1995年（平成7年）  | 495    |
| 2000年（平成12年） | 477    |
| 2005年（平成17年） | 438    |
| 2010年（平成22年） | 446    |
| 2015年（平成27年） | 567    |
| 2020年（令和2年）  | 562    |

## 学区
市立小・中学校に通う場合、学区は以下の通りとなる（2024年11月時点）。
| 丁目        | 番地                               | 小学校                         | 中学校                 |
| ----------- | ---------------------------------- | ------------------------------ | ---------------------- |
| 海岸通1丁目 | 全域                               | 横浜市立本町小学校             | 横浜市立横浜吉田中学校 |
| 海岸通2丁目 | 全域                               | 横浜市立本町小学校             | 横浜市立横浜吉田中学校 |
| 海岸通3丁目 | 全域                               | 横浜市立本町小学校             | 横浜市立横浜吉田中学校 |
| 海岸通4丁目 | 全域                               | 横浜市立本町小学校             | 横浜市立横浜吉田中学校 |
| 海岸通5丁目 | 25番地の2                          | 横浜市立本町小学校             | 横浜市立横浜吉田中学校 |
| 海岸通5丁目 | 1番地〜25番地の1 25番地の3〜終わり | 横浜市立みなとみらい本町小学校 | 横浜市立横浜吉田中学校 |

## 事業所
2021年現在の経済センサス調査による事業所数と従業員数は以下の通りである。
| 丁目        | 事業所数  | 従業員数 |
| ----------- | --------- | -------- |
| 海岸通1丁目 | 86事業所  | 1,729人  |
| 海岸通2丁目 | 13事業所  | 3,634人  |
| 海岸通3丁目 | 67事業所  | 770人    |
| 海岸通4丁目 | 157事業所 | 1,301人  |
| 海岸通5丁目 | 13事業所  | 114人    |
| 計          | 336事業所 | 7,548人  |

### 事業者数の変遷
経済センサスによる事業所数の推移。
| 年                 | 事業者数 |
| ------------------ | -------- |
| 2016年（平成28年） | 308      |
| 2021年（令和3年）  | 336      |

### 従業員数の変遷
経済センサスによる従業員数の推移。
| 年                 | 従業員数 |
| ------------------ | -------- |
| 2016年（平成28年） | 4,187    |
| 2021年（令和3年）  | 7,548    |

## 施設
- 神奈川県警察本部
- 横浜水上警察署
- 横浜税関

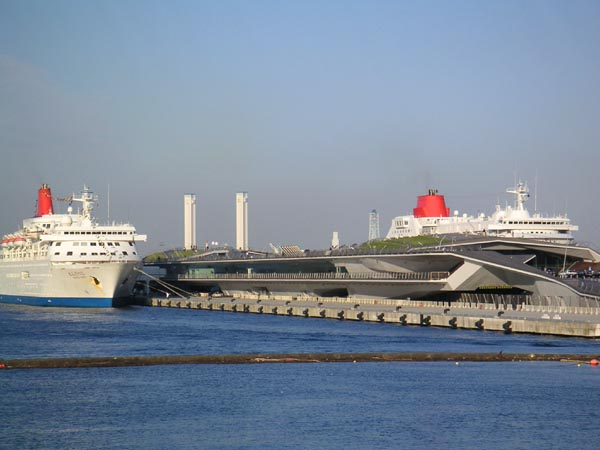
大さん橋
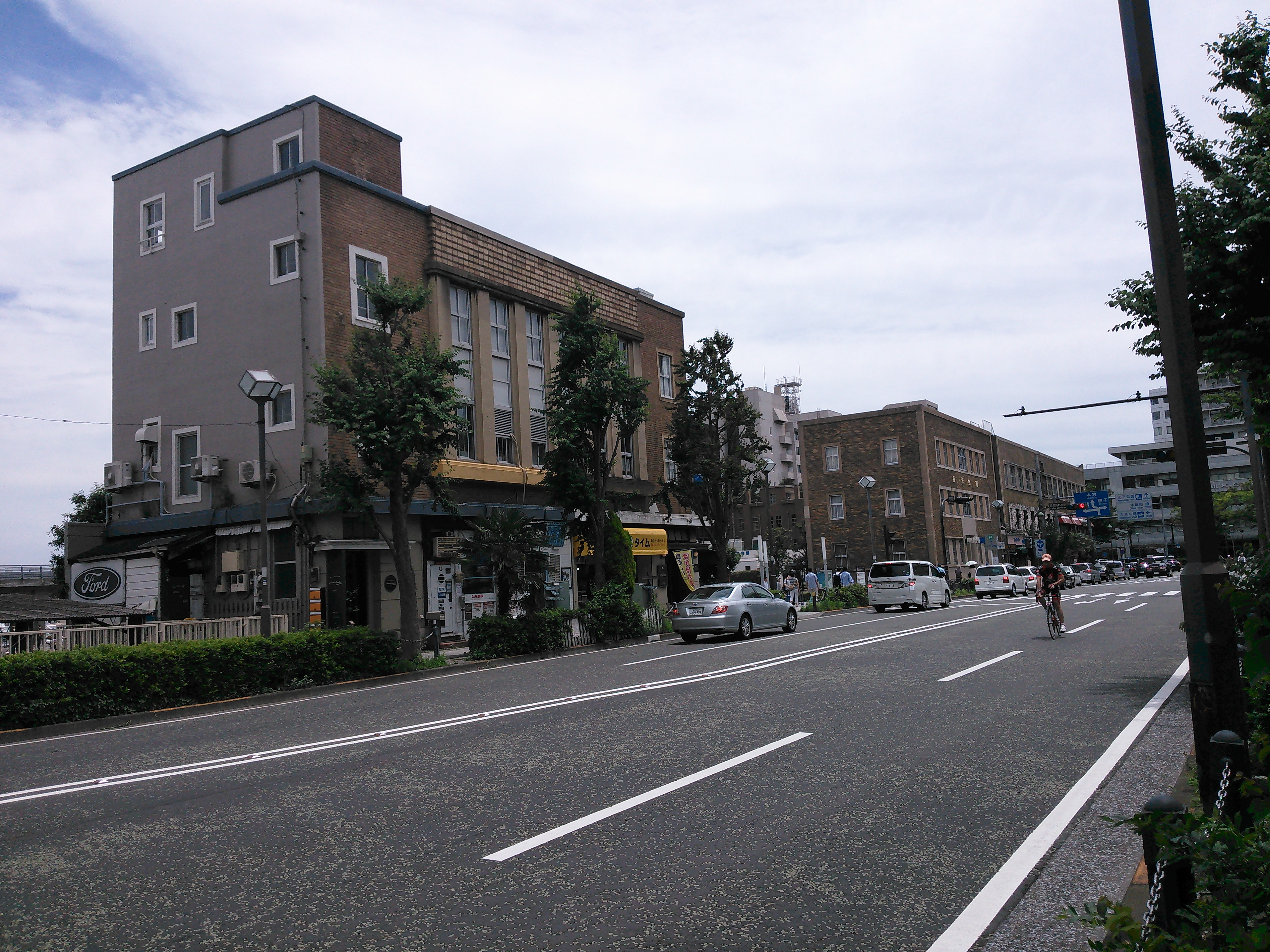
海岸通1丁目の街並み
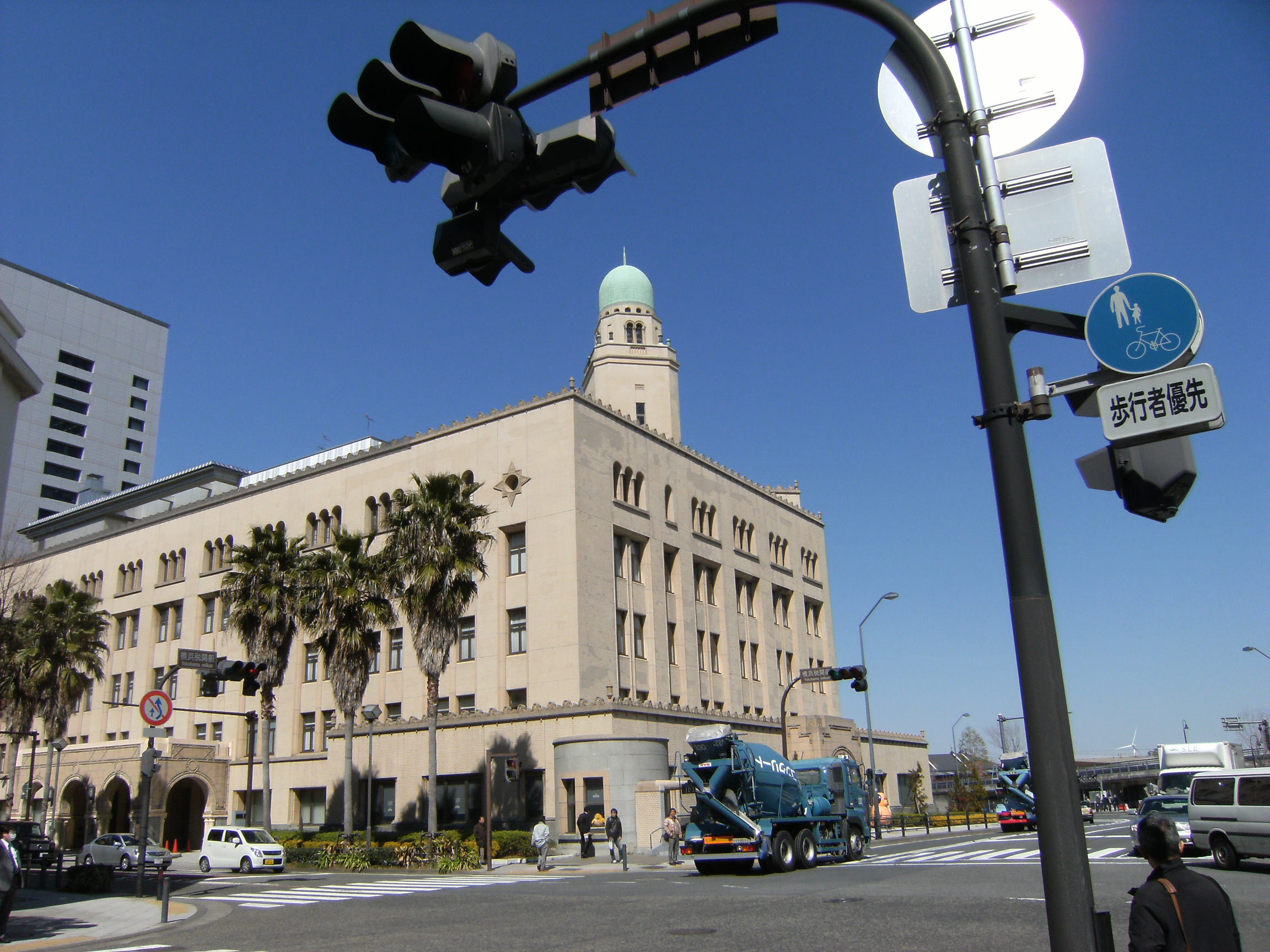
横浜税関
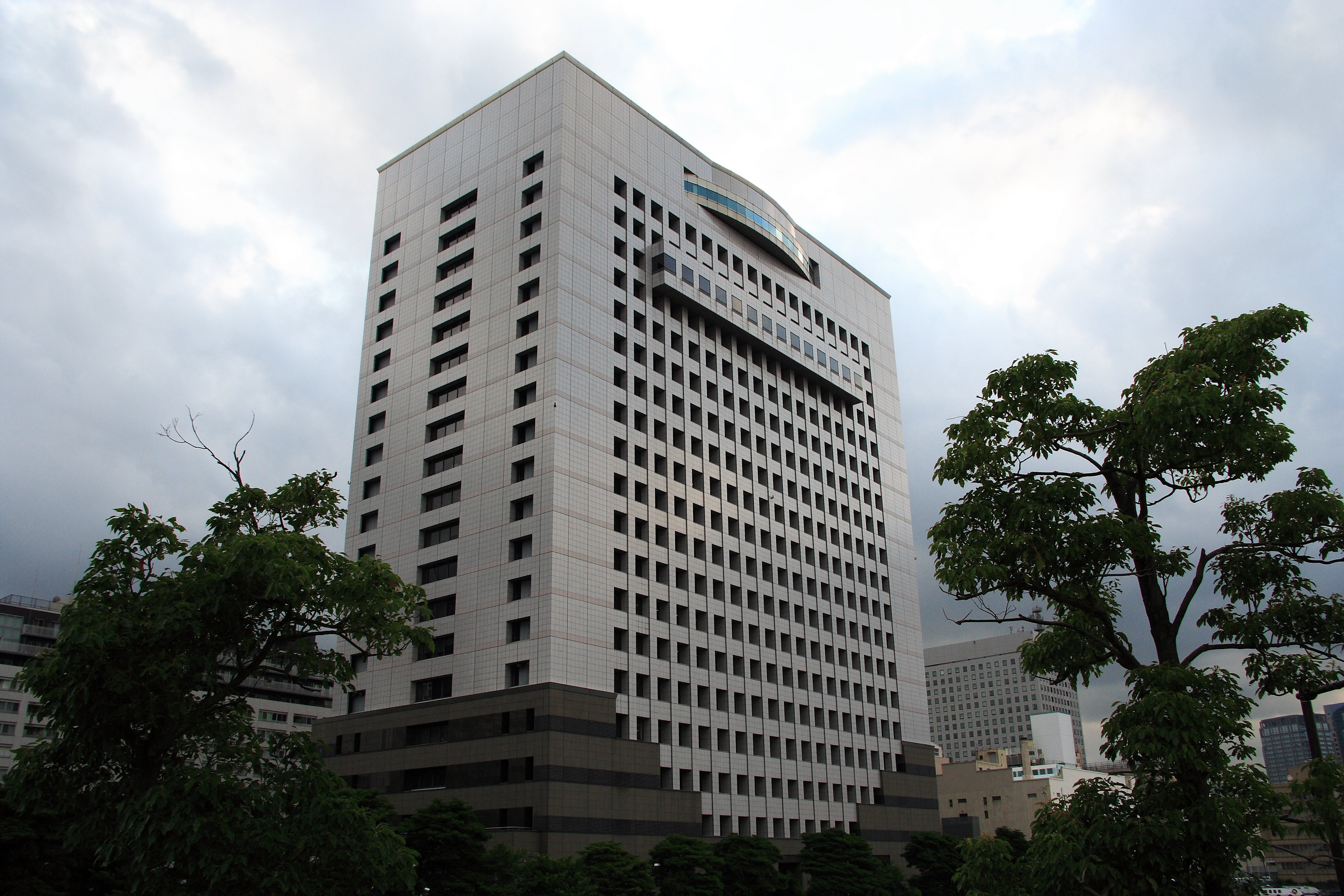
神奈川県警察本部
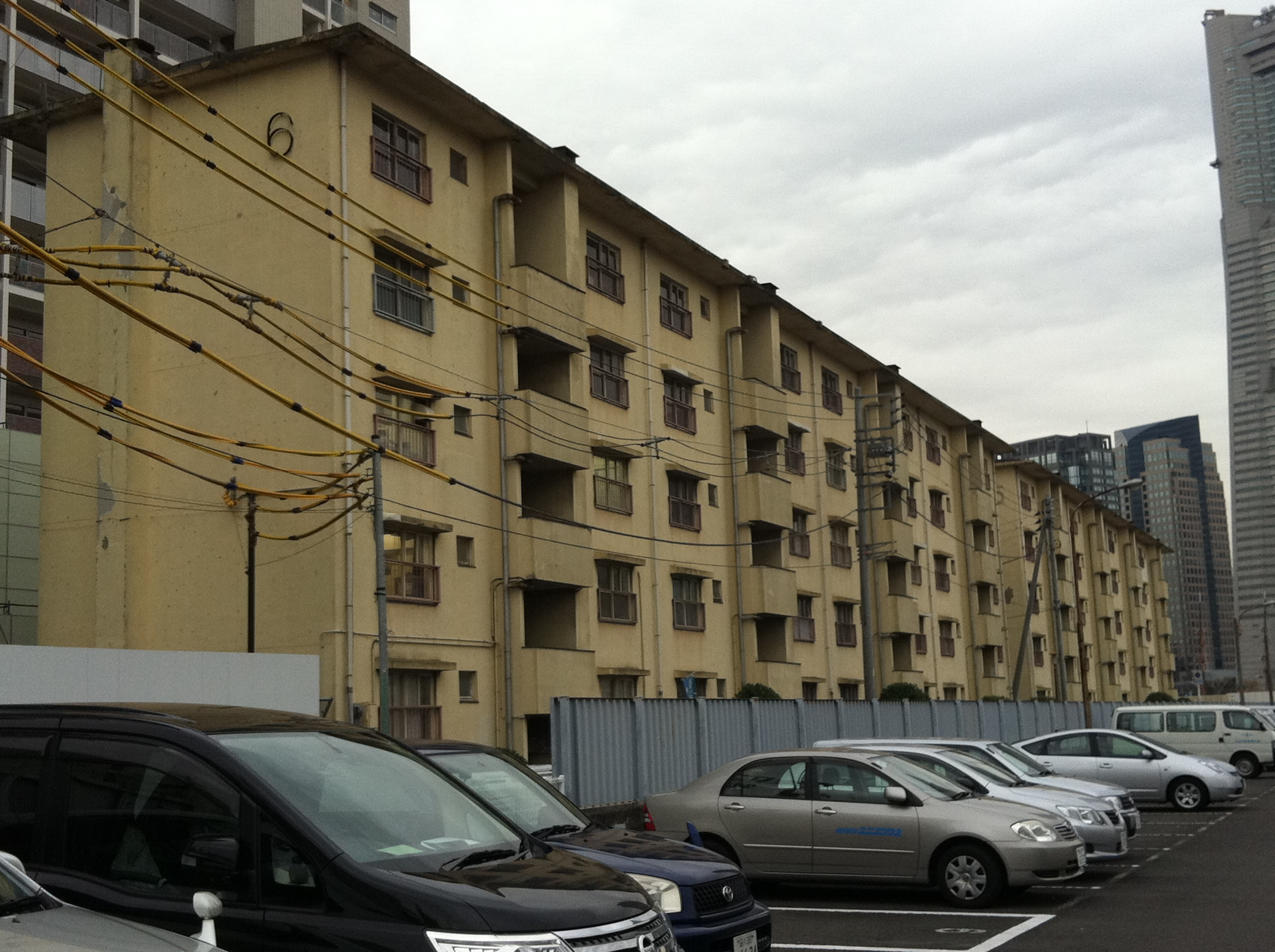
海岸通団地（2011年12月）のちに、「シャレール海岸通」に建て替えられた

- 日本郵船歴史博物館

- 大さん橋
- 海岸通1丁目の街並み
- 横浜税関
- 神奈川県警察本部
- 海岸通団地（2011年12月）のちに、「シャレール海岸通」に建て替えられた

## その他

### 日本郵便
- 郵便番号：231-0002[3]（集配局：横浜港郵便局[22]）

### 警察
町内の警察の管轄区域は以下の通りである。
| 丁目        | 番・番地等 | 警察署         | 交番・駐在所 |
| ----------- | ---------- | -------------- | ------------ |
| 海岸通1丁目 | 1番地      | 横浜水上警察署 | 新港町交番   |
| 海岸通1丁目 | その他     | 加賀町警察署   | 本町交番     |
| 海岸通2丁目 | 全域       | 加賀町警察署   | 本町交番     |
| 海岸通3丁目 | 全域       | 加賀町警察署   | 本町交番     |
| 海岸通4丁目 | 全域       | 加賀町警察署   | 本町交番     |
| 海岸通5丁目 | 全域       | 加賀町警察署   | 本町交番     |

## 参考資料
- 『県別マップル 神奈川県広域・詳細道路地図』2006年4刷 昭文社 ISBN 9784398626998
- ちず丸（昭文社）2010年12月14日閲覧
- “横浜市町区域要覧” (PDF).   横浜市市民局 (2018年7月9日). 2024年3月24日閲覧。